# 江蓝生
江蓝生（1943年11月—），女，湖北沔阳（今仙桃市）人，中国社会科学院研究员，学部委员，文哲学部主任；中国社会科学院研究生院语言系教授，博士生导师；国务院学位委员会学科评审组成员；国家社科基金语言学科评审组组长，中国辞书学会会长。

## 生平
1962年至1967年就读于北京大学中文系语言专业，1978年至1981年师从吕叔湘、刘坚两位先生攻读近代汉语专业，获文学硕士学位。
毕业后留中国社会科学院语言研究所近代汉语研究室工作，1993年评为研究员。自1985年历任研究室副主任、主任、副所长、所长，1998年10月至2006年10月任中国社会科学院副院长。1992年获国务院政府特殊津贴，先后被聘为多所大学的特聘教授，2008年11月经法国教育部批准，获法国高等师范学院授予荣誉博士称号。
2001年6月，中国科学技术协会第六次全国代表大会召开，并选举其出任第六届全国委员会顾问。2003年3月至2013年2月任全国政协委员（其中2008年3月至2013年2月为十一届全国政协常务委员），社会法制专业委员会副主任，代表社会科学界，分入第三十三组。并担任社会和法制委员会副主任。

## 学术贡献
学术专长为汉语语法史、词汇史。发表学术论文70余篇，其他学术性散文40多篇。出版专著和工具书8部，译著4部，主持修订《新华字典》第11版和《现代汉语词典》第6版。两篇专题论文分别获中国社会科学院优秀成果二等奖和三等奖，《近代汉语探源》获中国图书奖。